# Wolfgang Kaiser (KgU)
Wolfgang Kaiser (* 16. Februar 1924 in Leipzig; † 6. September 1952 in Dresden) war ein Mitglied der Kampfgruppe gegen Unmenschlichkeit (KgU). Das Oberste Gericht der DDR (OG) verurteilte ihn im August 1952 in einem Schauprozess als Chef-Chemiker der KgU zum Tode. Unmittelbar vorausgegangen war der Prozess gegen den KgU-Angehörigen Johann Burianek, in dem das OG erstmals wegen Kriegs- und Boykotthetze ein Todesurteil verhängt hatte.

## Leben
Wolfgang Kaiser war Chemiestudent an der Humboldt-Universität in Ost-Berlin, wohnte aber in West-Berlin. Angesichts der Spaltung Berlins sah er sich einer schwierigen Lebenssituation gegenüber. Ein Studienplatzwechsel an die neu gegründete West-Berliner Freie Universität misslang, wobei Kaiser seinen Studienplatz verlor. Im Oktober 1950 bot der beschäftigungslose Kaiser aus politischer Sympathie der KgU seine Mitarbeit als Chemiker an. Diese stellte Kaiser für seine Tätigkeit ab Anfang 1951 im Garten am Sitz der KgU in Berlin-Nikolassee einen ehemaligen Kaninchenstall, später drei Kellerräume, die zu einer von der KgU gemieteten Wohnung am Kurfürstendamm Nr. 106 in Berlin-Halensee gehörten, zur Verfügung. Kaiser, der weiterhin Arbeitslosenunterstützung bezog, war kein Angestellter der KgU, sondern erhielt ein monatliches Honorar von zunächst 50, ab 1. Mai 1951 100 DM.
Kaiser fertigte Lunten für Flugblattballons, aus denen die KgU in großen Mengen Flugblätter, Zeitungen und andere Schriften über der DDR abregnen ließ. Zusätzlich stellte er Nebel- und Stinkbomben und Brandsätze zum Inbrandsetzen von Propagandatafeln her. Letztere gab die Widerstandsabteilung der KgU in Form von zwei Kubikzentimeter großen Glasampullen an ihre Auftragnehmer in der DDR aus. In seinen Räumen verfügte Kaiser über eine größere Anzahl von Ampullen.

### Beziehungen zum Ministerium für Staatssicherheit

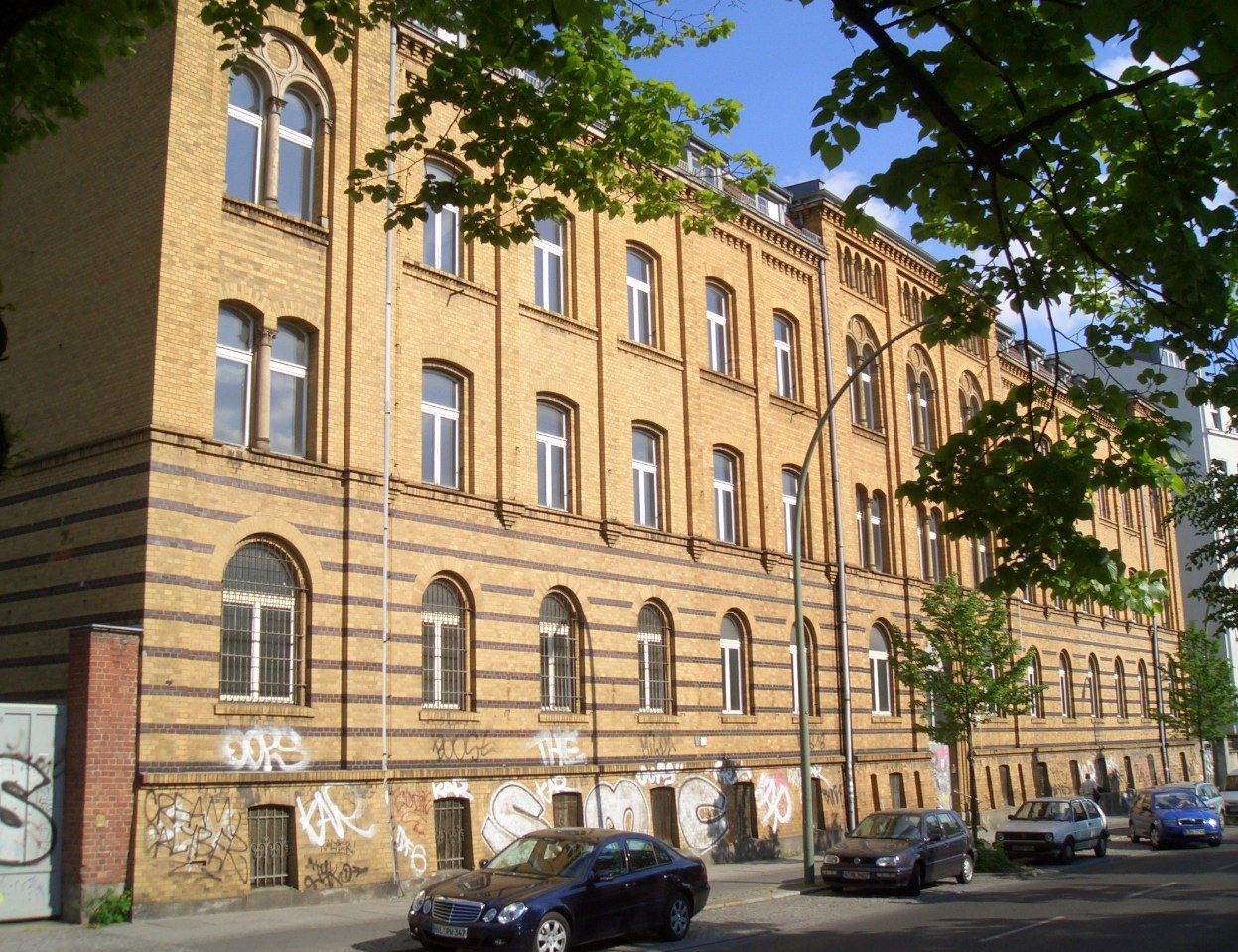
Auf dem Volkspolizeirevier Schönhauser Allee 22 in Prenzlauer Berg stellte sich Kaiser am 8. Mai 1952

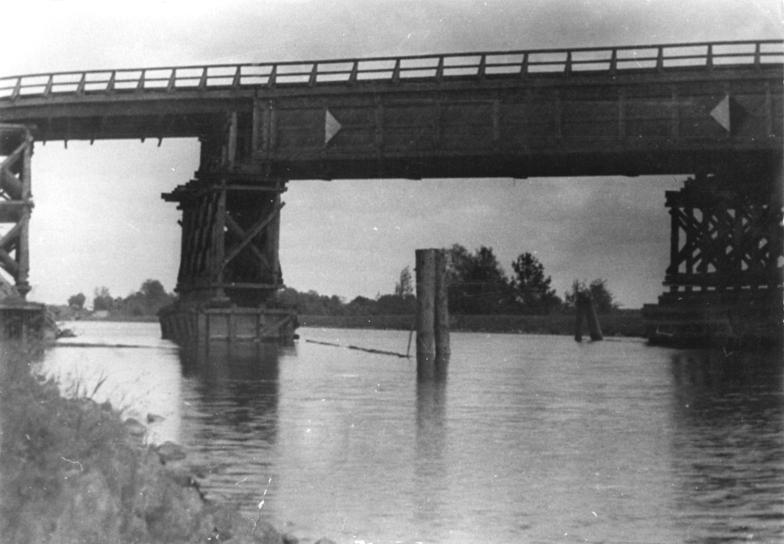
Die Autobahnbrücke bei Finowfurt

Kaisers Aktivitäten und seine Identität wurden dem Ministerium für Staatssicherheit der DDR (MfS) durch den Geheimen Mitarbeiter (GM) Gustav Buciek (1902–nach 1961) bekannt. Seit 1951 beschäftigte ihn die KgU als Boten. Noch als Angestellter des Kleinen Telegrafen war Buciek vom MfS im März 1951 wegen seines kriminellen Vorlebens zur geheimen Mitarbeit erpresst worden. Nach Bucieks Bericht befanden sich in Kaisers „Labor“ weder Laborgeräte noch chemotechnische Anlagen.
Die Chemikalien für seine Experimente und Produkte kaufte Kaiser in der Drogerie Gläser. Deren Inhaber hatte das MfS ebenfalls als GM angeworben. Gelegentlich machte Kaiser beim Einkauf Bemerkungen über bevorstehende „größere Aktionen“, die GM Gläser dem MfS weitermeldete. Aus Bucieks und Gläsers Angaben zum Labor und zu Menge und Art der Anschaffungen rekonstruierte das MfS, dass Kaiser „unsichtbare“ Tinte, Sprengsätze, Säuren zum Zerfressen von Metall und andere für Sabotageaktionen geeignete Mittel herstellen konnte.
Als dritten GM setzte das MfS seinen Ost-Berliner Studienfreund Wolfgang Baumbach auf Kaiser an, der zunächst auftragsgemäß versuchte, ihn mit politischen Argumenten zu einer Beendigung der Tätigkeit für die KgU zu bewegen. Schließlich gab GM Baumbach sich gegenüber Kaiser als „hauptamtlicher MfS-Mitarbeiter“ aus und bezahlte ihm, „der gern dem Alkohol zusprach“ und sich in ständiger Geldnot befand, für Informationen über die KgU Beträge von 20 bis 30 DM. Durch den GM Gläser wurde dem MfS Baumbachs private Dekonspiration bekannt und auch, dass er seine Berichte an den Führungsoffizier mit Kaiser absprach. Nachdem Kaiser eine für den 1. Mai 1952 geplante Flugblatt-Aktion der KgU an Baumbach verraten hatte, bot ihm dieser eine Wiederaufnahme des Studiums an der Humboldt-Universität bei gleichzeitiger „Zusammenarbeit mit dem MfS“ an.

### Verhaftung und Anklage
Am 8. Mai 1952 nahm Kaiser, wahrscheinlich unter Alkoholeinfluss, das vermeintliche Angebot des MfS an und meldete sich, ausstaffiert mit einer Pistole, einem Totschläger und einer mit einem Betäubungsmittel getränkten Zigarette, in Begleitung des ebenfalls bewaffneten GM Baumbach um 3 Uhr auf einem Ost-Berliner Polizeirevier. Beide wurden festgenommen.
Am Folgetag beschuldigte das Amtsgericht Berlin-Mitte Kaiser, „den Frieden der Welt gefährdet und Sabotage und Diversionshandlungen durchgeführt zu haben, indem er als Agent der Ildebrandt’schen [sic!] Terror- und Spionageorganisation Spionageaufträge durchführte und aktiv durch die Herstellung von Sprengstoff, Phosphorampullen, Brandsätze [sic!] usw. für die Durchführung von Sabotageakten tätig war“, und erließ Haftbefehl. Beide wurden dem MfS übergeben. Nachdem die MfS-Ermittler festgestellt hatten, dass Kaiser keinem der Häftlinge mit KgU-Kontakten in den Gefängnissen der DDR und der sowjetischen Besatzungsmacht bekannt war, ordneten sie ihn einem Prozess vor dem Obersten Gericht gegen drei Angehörige der KgU aus der DDR zu, dem Ehepaar Müller aus Zerpenschleuse und dem Finanzangestellten Kurt Hoppe aus Potsdam.
Die für Müller und weitere unbekannte Saboteure bestimmten Brandsätze und Sabotageutensilien hatte nach eigenem Eingeständnis Kaiser hergestellt. Hoppe hatte der KgU mit der Weitergabe von Nachrichten sowie Original-Formularen und Rundschreiben aus dem Finanzwesen „administrative Störungen“ der DDR-Wirtschaft ermöglicht. Außer den Ehepartnern waren die Angeklagten nicht miteinander bekannt.

### Schauprozess
Im U-Boot in Berlin-Hohenschönhausen inhaftiert, wurden die Angeklagten vom MfS für die Verhandlung vor dem Obersten Gericht präpariert. Dort hatte Melsheimer in Gegenwart eines sowjetischen Offiziers Müller gedroht, er werde „auf Todesstrafe plädieren“, wenn dieser nicht aussage, „was in der Anklage steht“. Den Verteidigern hatte Hilde Benjamin, der „Vizepräsident des OG“, in einer Vorbesprechung angekündigt, es seien keine Todesstrafen zu erwarten.
Der Prozess vor dem Obersten Gericht begann unter Vorsitz Benjamins am 8. August 1952 in Anwesenheit zahlreicher Journalisten aus Ost und West. Der Berliner Rundfunk übertrug Auszüge. Nach dem Eindruck von Kaisers Verteidiger Büsing hatte das MfS die Angeklagten „behandelt“. In der Verhandlung hätten sie sich „mit Dingen belastet, die weder der Verteidigung bekannt waren, noch dem Akteninhalt entnommen werden konnten“. Generalstaatsanwalt Ernst Melsheimer stellte Kaiser als „Leiter des chemisch-technischen Labors der KgU“ dar. Bei der Einvernahme eines Sachverständigen kam heraus, dass der von Kaiser mit Kaliumchlorat und Ammoniumnitrat bestückte und an Burianek gelangte „Sprengkoffer“ nicht zum Sprengen der Eisenbahnbrücke bei Erkner geeignet war, sondern allenfalls zum Schmelzen der Schienen. Dies überspielte Melsheimer, indem er das mögliche Inbrandsetzen der Brücke als „Hochgehen“ bezeichnete, was der Sachverständige unwidersprochen ließ.
Besonders interessierten Melsheimer die von Kaiser angeschafften 25 Gramm des Nervengifts Cantharidin. Obwohl die Widerstandsabteilung der KgU das Gift dosiert an einige Kontaktleute in der DDR ausgegeben hatte, ist keine Verwendung durch diese bekannt geworden. Die Anwendung des Gifts kam daher im Prozess nur als Möglichkeit zur Sprache. Melsheimer legte dar, dass unter der Voraussetzung „bestmöglicher intravenöser Anwendung“ mit dieser Menge 25.000 Menschen getötet werden könnten.

### Todesurteil und Hinrichtung

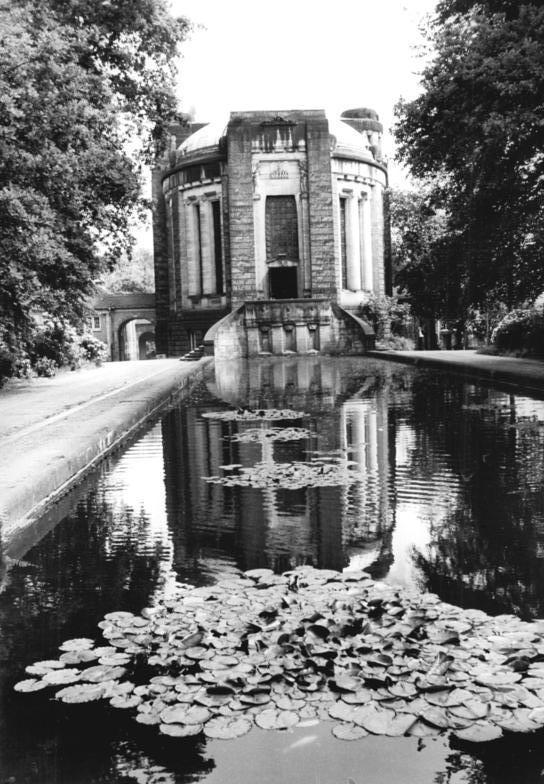
Kaisers Leiche wurde im Krematorium Dresden-Tolkewitz verbrannt und die Asche in eine Wiese eingearbeitet

Laut Büsing erklärte Benjamin am zweiten Prozesstag in der Verhandlungspause vor dem Plädoyer des Generalstaatsanwalts, „auf Anweisung ihrer Freunde“, also der sowjetischen Berater, müsse Kaiser zum Tode verurteilt werden. In der Urteilsbegründung zog Benjamin die Pläne und Vorhaben der KgU zusammen, die in der Verhandlung von den Angeklagten reichlich beschrieben worden waren. Dass keiner der „hinterhältigen Pläne“ ausgeführt wurde, war nach dem Urteil des OG der „Wachsamkeit der Sicherheitsorgane“ zu danken. Das Todesurteil gegen Kaiser, den „unverbesserlichen Feind des werktätigen Volkes“, erging noch an diesem Tag, dem 9. August 1952. Müller erhielt lebenslänglich, seine Frau zehn und Hoppe zwölf Jahre Zuchthaus.
Nach Angaben Müllers hatte Kaiser aufgrund eines Versprechens des MfS daran geglaubt, nur zum Schein zum Tode verurteilt zu werden. Kaiser erzählte ihm während des Prozesses, er habe eine „Luxuszelle“ und ihm sei Straffreiheit zugesichert worden, wenn er sich selbst stelle und bereit wäre, die KgU im Prozess zu belasten.
Der in West-Berlin lebende Vater Kaisers richtete am 15. August ein Gnadengesuch an den DDR-Präsidenten Wilhelm Pieck. Zwei beigelegte ärztliche Atteste wiesen auf „nervliche Erkrankungen und Behandlungen“ seines Sohnes hin. Dazu schrieb Benjamin am 18. August an Pieck, Kaiser hätte weder Zweifel an seiner geistigen Gesundheit aufkommen lassen noch sich auf Krankheiten berufen. Am 1. September erhielt Melsheimer einen Bittbrief von Heinrich Grüber, dem Generalbevollmächtigten des Rates der Evangelischen Kirche in Deutschland (EKD) bei der Regierung der DDR. Grüber hoffte auf eine Umwandlung des Todesurteils in lebenslange Haft und bat für den Fall der Hinrichtung um geistlichen Beistand für Kaiser. Schon am 2. September forderte die Generalstaatsanwaltschaft der DDR den Vater zu einer Rücksprache auf. Jedoch starb Kaiser am 5. September ohne geistlichen Beistand unter dem Fallbeil in der Zentralen Hinrichtungsstätte am Münchener Platz in Dresden, bevor der Brief den Vater erreicht hatte.
Ein im August 1952 unternommener Vorstoß Walter Friedebergers, des Direktors des Deutschen Hygiene-Museums in Dresden, zur Gewinnung der „menschlichen Organe“ Kaisers und Burianeks scheiterte.

### Nachleben
Hintergrund einer Serie von Schauprozessen im Jahr 1952 gegen Angehörige der KgU war die Ankündigung des „planmäßigen Aufbaus des Sozialismus“ durch Walter Ulbricht auf der 2. Parteikonferenz der SED vom 9. bis 12. Juli 1952, die im Klima einer „Erhöhung der revolutionären Wachsamkeit“ und der „Verschärfung des Klassenkampfes“ stattfand.
Die KgU erschien als eine vom amerikanischen Geheimdienst geleitete Mord- und Terrororganisation, die Angeklagten hätten Sabotageakte, Mord- und Terroranschläge geplant. Zu Kaiser und den anderen Verurteilten hieß es, „ihre Brutalität und ihr Sadismus kennen keine Grenzen … selbst Leben und Gesundheit von Frauen und Kindern sind von ihnen bedroht“. In späteren Verhandlungen gegen die KgU wurde der „Giftmischer Kaiser“ mit dem „Eisenbahnattentäter Burianek“ in einem Atemzug genannt. Obwohl keine Belege für die Sprengung irgendwelcher Objekte oder Giftanschläge durch die KgU existierten und keine Namen der zur Ermordung vorgesehenen DDR-Funktionäre festgestellt wurden, machte der Prozess in der westlichen Öffentlichkeit Eindruck. So war man Ende 1952 im Ergebnis der Schauprozesse „von der vollkommenen Haltlosigkeit der kommunistischen Anschuldigungen offenbar keineswegsmehr restlos überzeugt“. Es fiel nicht auf, dass die Darstellungen der KgU im Nachrichtenmagazin Der Spiegel aus den 1950er Jahren keine Aussagen enthielten, die nicht bereits aus der DDR-Propaganda bekannt waren.
Durch den „dümmlichen Vorgang“, Gift als Kampfmittel einsetzen zu wollen, hatte sich die KgU ein „Gift-Problem“ aufgeladen, das sie nicht mehr loswurde. Nicht anders hatte auch der Einsatz von Brandsätzen und „Sprengstoffkoffern“ in der DDR, der in den Prozessen gegen Burianek und Kaiser zur Sprache gekommen war, in der westlichen Öffentlichkeit einen ersten Vertrauens- und Ansehensverlust der KgU hinsichtlich ihrer Widerstandsmethoden zur Folge. Die DDR-Propaganda nutzte die Prozesse zur Kriminalisierung jeglicher Opposition, hinter der erwiesenermaßen immer der „amerikanische Geheimdienst“ stehe. Der SED-Funktionär Albert Norden beschrieb West-Berlin als „Vipernnest“, woher die Gangster kämen, „die das Leben der Deutschen zur Hölle machen sollen“. Die von der SED entwickelte Sündenbocktheorie, mit der wirtschaftliche Schwierigkeiten, Misserfolge und der Aufstand des 17. Juni erklärt wurden, ging auf die Prozesse des Jahres 1952 zurück. Auch in Schauprozessen im Umfeld der Berlin-Krise berief sich die Anklage 1959 bei der Charakterisierung der KgU als „Sabotage- und Mordorganisation“ auf die Resultate des Kaiser-Prozesses.
Erst am 3. Juni 1954 meldete ein Sprecher des MfS während der Vorbereitungen auf den ersten Jahrestag des 17. Juni die Hinrichtung Kaisers. Das genaue Datum nannte er nicht.

## Einordnung
Der Historiker Hubertus Knabe wertet das Urteil als eines der dunkelsten Kapitel der SED-Justiz, weil nicht Taten verfolgt, sondern Planungen auf drastische Art und Weise geahndet wurden.